# Ben Garrison
Ben Garrison (nacido 1957) es un dibujante político estadounidense. Se autodenomina libertario. Sus caricaturas han sido ampliamente promovidas entre la derecha alternativa. Ha producido caricaturas acusadas de promover el racismo, la islamofobia, y el antisemitismo además de promover el movimiento antivacunas, el negacionismo del cambio climático, y varias teorías de conspiración. Algunos de sus seguidores han editado sus cómics para incorporar contenido antisemita, incluida la caricatura antisemita de "Mercader Feliz".
En una entrevista de 2015 con Breitbart News, dijo que no apoyaba a ningún candidato presidencial en las elecciones de 2016, pero dijo que admira a Trump por "sacudir al Partido Republicano controlado por los neoconservadores." Vive en Lakeside, Montana.

## Educación
Garrison asistió a la Angelo State University en la década de 1970, donde completó una licenciatura en artes con especialización en arte y se graduó magna cum laude en 1979.